# Ратель (БМП)
«Ратель» («ratel» — медоед) — первая колесная БМП в мире. Разработана в 1968-72 гг. компанией «Спрингфилд-Бюссинг» («МАН-ЮАР»). В 1978-87 гг. для Сухопутных войск «ЮАР заводом Сандок-Австраль» (ЮАР) выпущено 1,4 тыс. ед. (в том числе КШМ, самоходные миномёты и ПТУР, штурмовые орудия).. Различные варианты БМП применялись Сухопутными войсками ЮАР эпохи апартеида в Анголе и Намибии и Сухопутными войсками Марокко в в Западной Сахаре. После 1994 г. БМП «Ратель» применялись Национальными силами ЮАР в миротворческих операциях в Лесото, Сомали, Нигерии, ЦАР, Ливии и Йемене.

## История создания
После Второй мировой войны роль Вооруженных Сил Южно-Африканского Союза (предшественника ЮАР) подразумевала взаимодействие с Вооруженными силами Великобритании на африканском и ближневосточном ТВД. На 1950-е гг. техника Сухопутных войск ЮАС состояла из образцов производства Великобритании, основным БТР ЮАС являлся БТР «Сарацин». Ухудшение отношений с Великобританией и возникновение в 1961 г. независимой ЮАР привели к отказу метрополии от поставок новейших вооружений в бывший доминион. Отсутствие поставок и приоритет внимания к угрозе терроризма внутри страны заставили правительство независимой ЮАР обратиться за помощью к Вооруженным силам ФРГ и Франции.

#### Концепция колесной БМП
В 1968 г. Генштаб сформулировал доктрину применения механизированных частей Сухопутных войск для обороны протяженных границ Юго-Западной Африки (Намибии) от партизан СВАПО. Бронегруппы на БМП имели преимущество в защищенности и огневой силе перед мотопехотными частями В штабных играх по пограничным боям силами мотопехоты в ЮЗА-Намибии стало ясно, что имевшиеся на вооружении грузовики «Бедфорд» и бронеавтомобили «Панар» не могут обеспечить маневренность и защищенность пехоты при столкновении с противником. Была поставлена задача обеспечить Сухопутные войска легкой БМП, которая бы сочетала огневую силу с мобильностью на полупустынном ТВД африканской саванны. Особенностью доктрины ЮАР стало отсутствие требования по применению БМП в общевойсковом бою с участием артиллерии и танков. На первый план была выдвинута высокая тактическая подвижность стрелковых подразделений в условиях засушливого бездорожья. БМП должна была отвечать требованиям высокой автономности и надежности при ограниченных возможностях обслуживания в условиях юга Африки. Песчаный ландшафт саванн севера ЮАР и пустыни Намиб приводил к износу гусеничного шасси, заставив рассматривать колесный движитель, как основной для всех видов техники. Преимуществами колесной БМП был рост тактической подвижности и снижение требований к перевозкам в условиях ограниченной ж/д сети. Преимущества колесной техники превосходили такие недостатки, как уязвимость колес от стрелкового оружия, меньшая грузоподъемность и проходимость. Дополнительным требованием Сухопутных войск была возможность установки двухместной башни с пехотным орудием.

#### Разработка

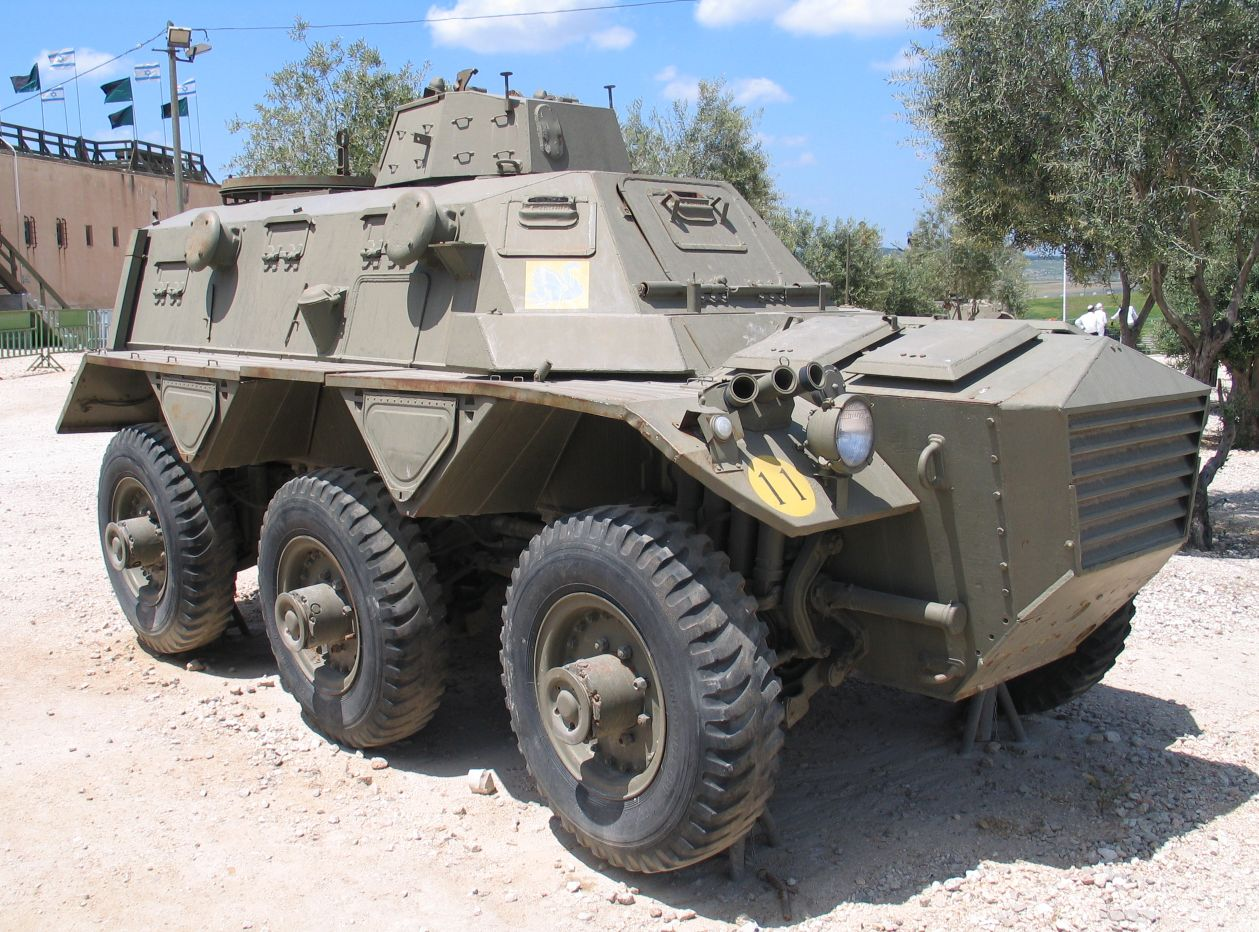
БТР «Сарацин» (Великобритания)
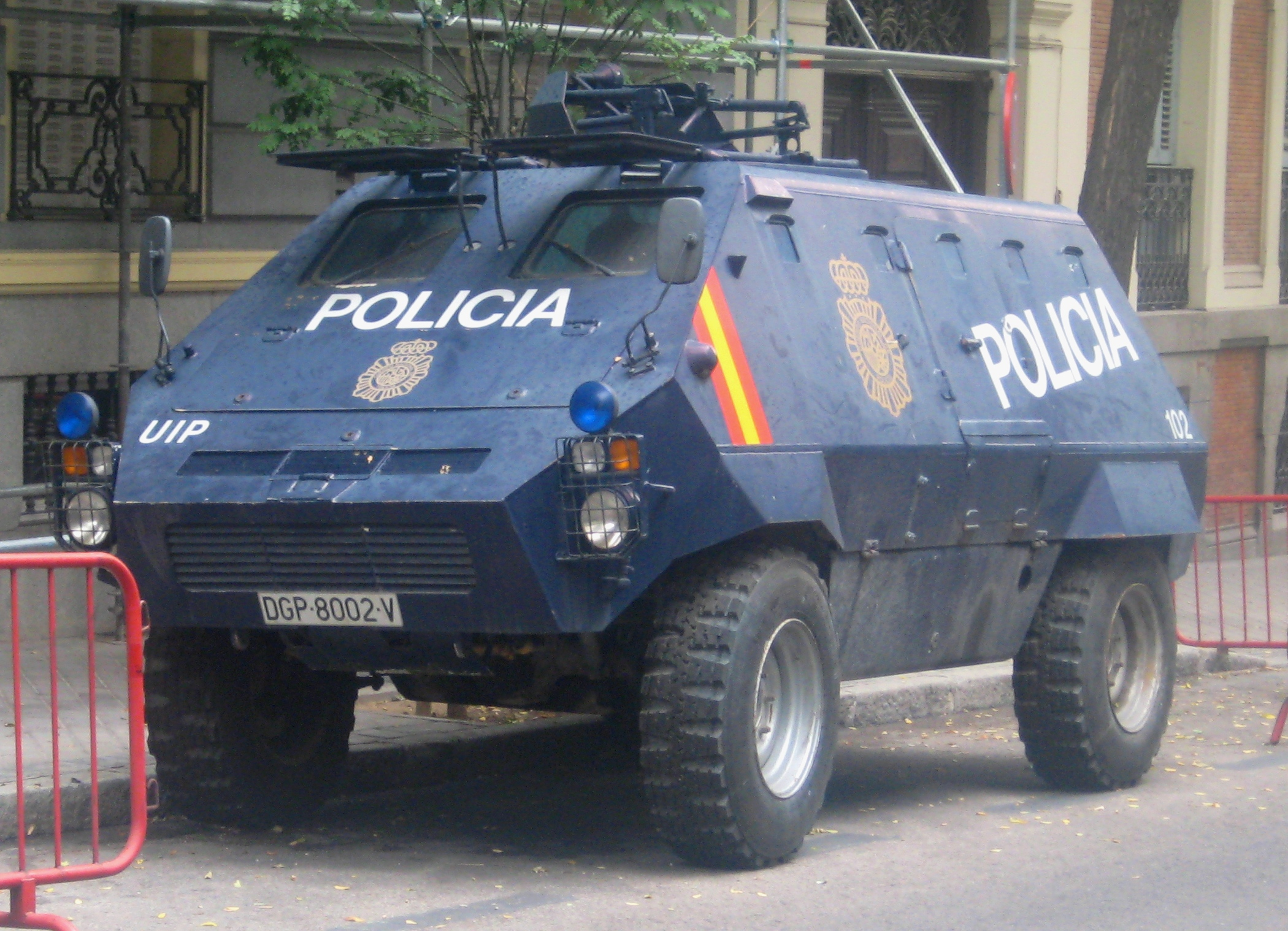
Бронемашина «UR-416» (ФРГ)
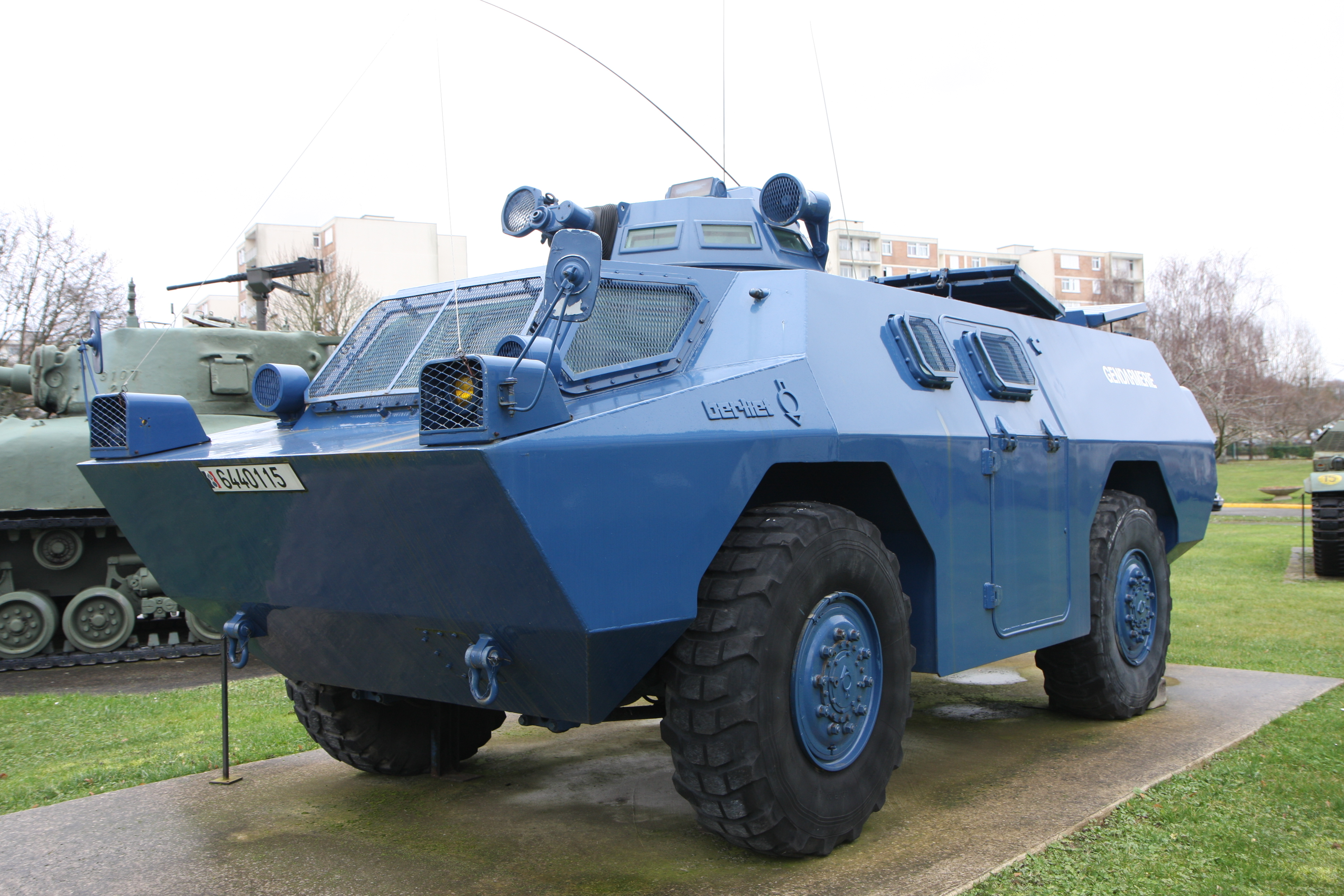
Бронемашина «Берлье» VXB-170 (Франция)
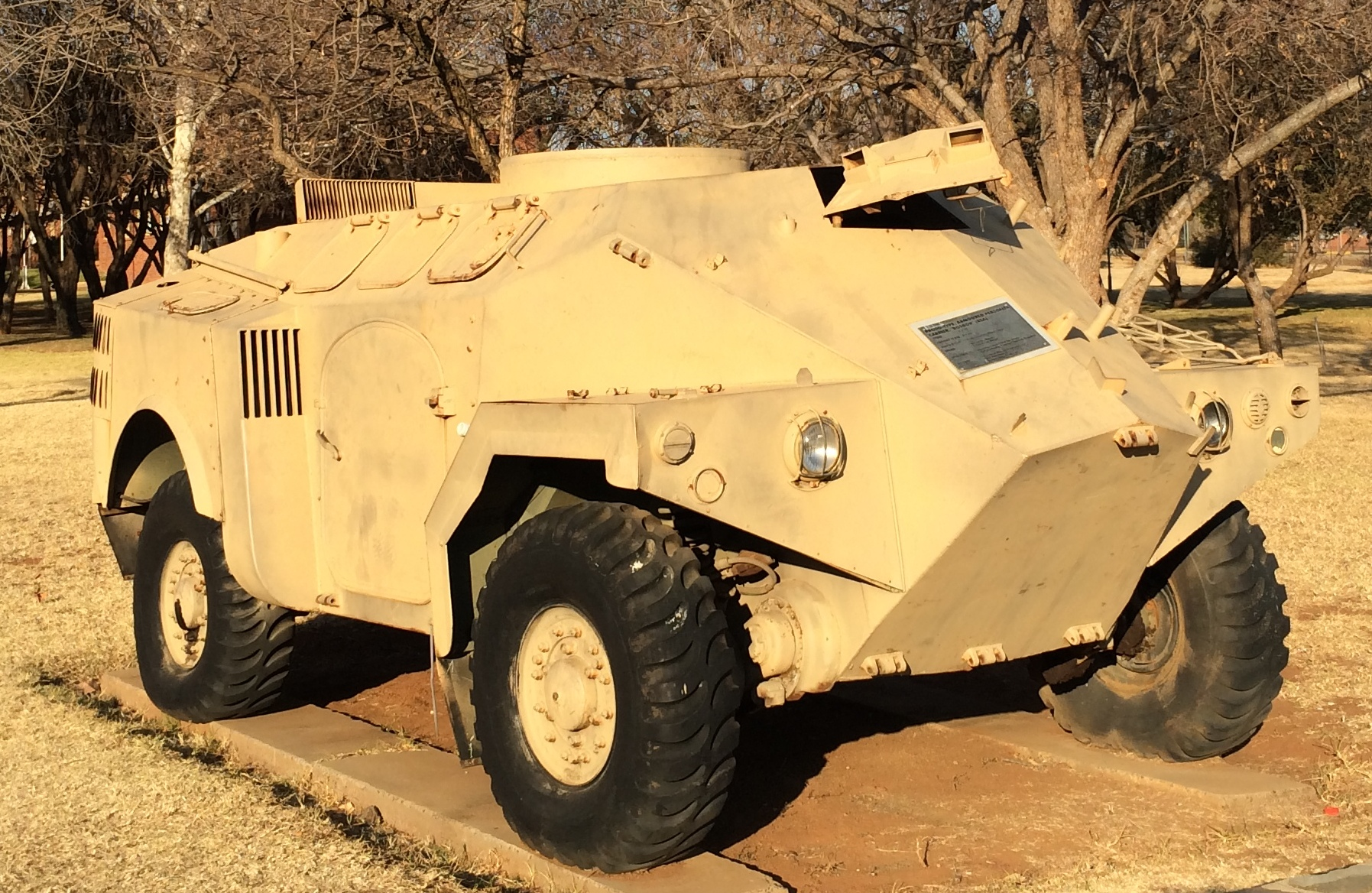
Бронемашина «Панар-M3» (Франция)
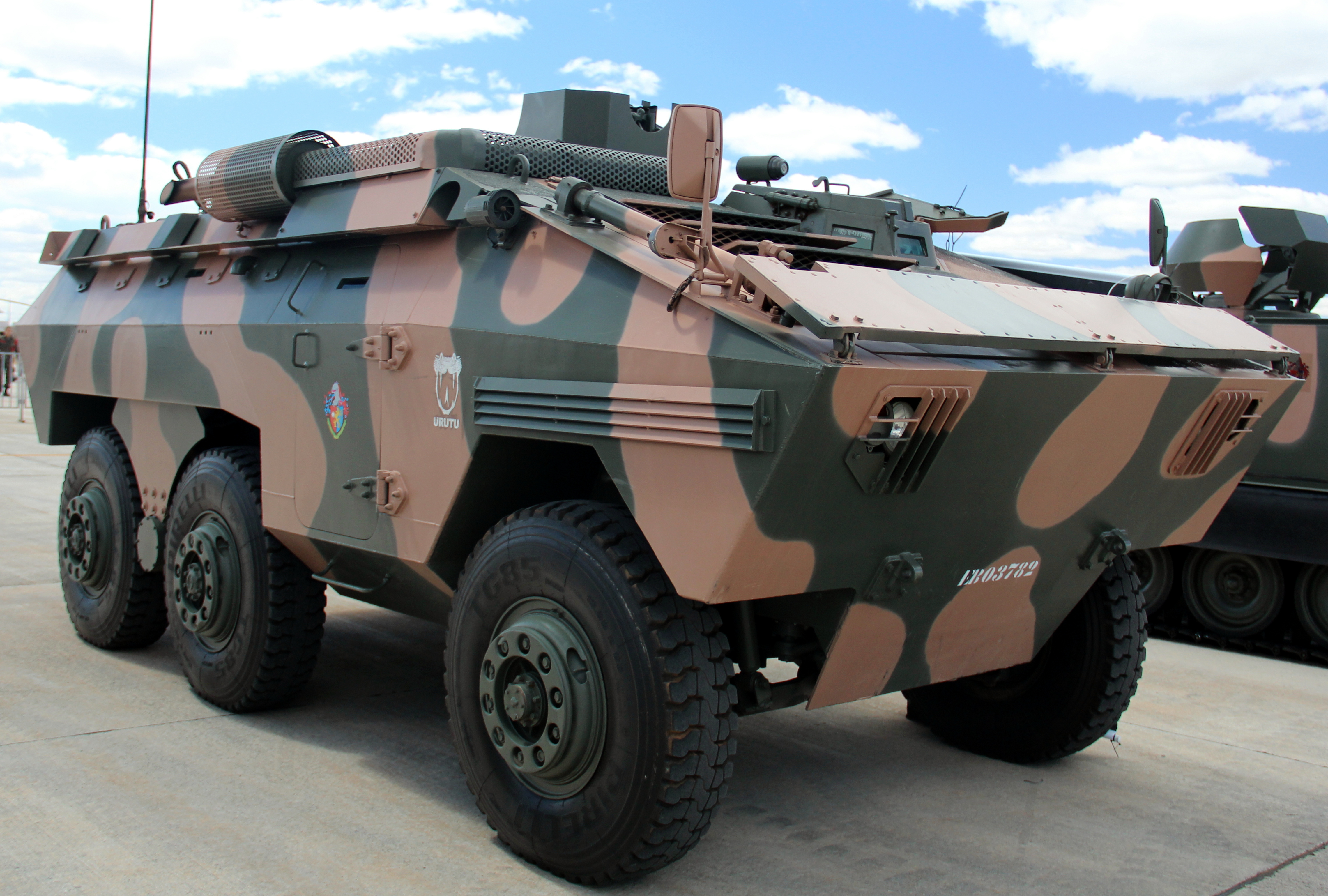
Бронемашина «Уруту» (Бразилия)

Генштаб поручил техническому управлению Сухопутных войск сформулировать требования на новую БМП, которая бы сочетала маневренность и защищенность бронеавтомобиля с возможностью перевозки отделения пехоты. Техническое управление закупило несколько вариантов разведывательно-дозорных машин, включая полицейский броневик «UR-416» на базе «Мерседес-Бенц», французские «Берлье» и «Панар» и бразильскую колесную БМП «Уруту». По результатам конкурса под обозначением «Медоед» (африк. «Ратель») был отобран проект автозавода «Спрингфилд-Бюссинг» на трехосном шасси МАН. Результат определялся тем, что в автопромышленности ЮАР большую долю занимали производители из ФРГ, которые также участвовали в поставках автомобильной техники для Сухопутных войск (к 1980-м гг. грузовые автомобили «Магирус» сменили в войсках английские «Бедфорд») Относительно несложная конструкция на базе гражданского шасси позволяла облегчить обслуживание, высвобождая возможности для обслуживания тяжелой техники. Конструкция включала много особенностей, свойственных технике ВС ЮАР, в том числе: противоминное бронеднище, дальность хода до 1 тыс. км, скорострельное орудие для поражения живой силы.

#### Производство
Весной 1972 г. для развертывания серийного производства на танкоремонтный завод «Сандок-Австраль» в районе г. Йоханнесбург был передан опытный образец «Спрингфилд-Бюссинг». Опытный образец «Сандок-Австраль» под обозначением «Буффел» (африк. «Буйвол») был собран в 1972 г., серийные поставки в Сухопутные войска начались с началом гражданской войны в Анголе в 1976 г. Прокат брони и сварка бронекорпусов велась на судостроительном (г. Дурбан), монтаж шасси, трансмиссии и вооружения — на танкоремонтном (н. п. Боксбург) заводах «Сандок-Австраль». С 1979 г. производитель приступил к выпуску второй, с 1985 г. — третьей модификации с более эффективной системой охлаждения и электроспуском автоматического орудия. Серийное производство было прекращено в 1987 г. после выпуска 1381 ед. БМП.

## Конструкция

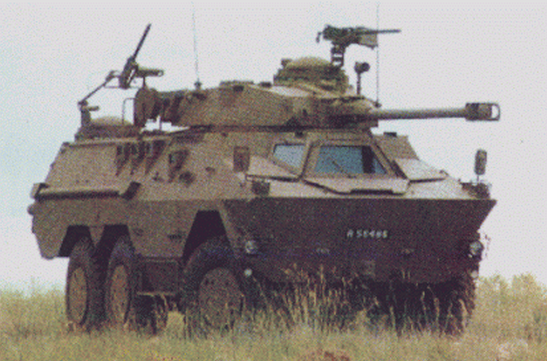
Штурмовое орудие второй модификации
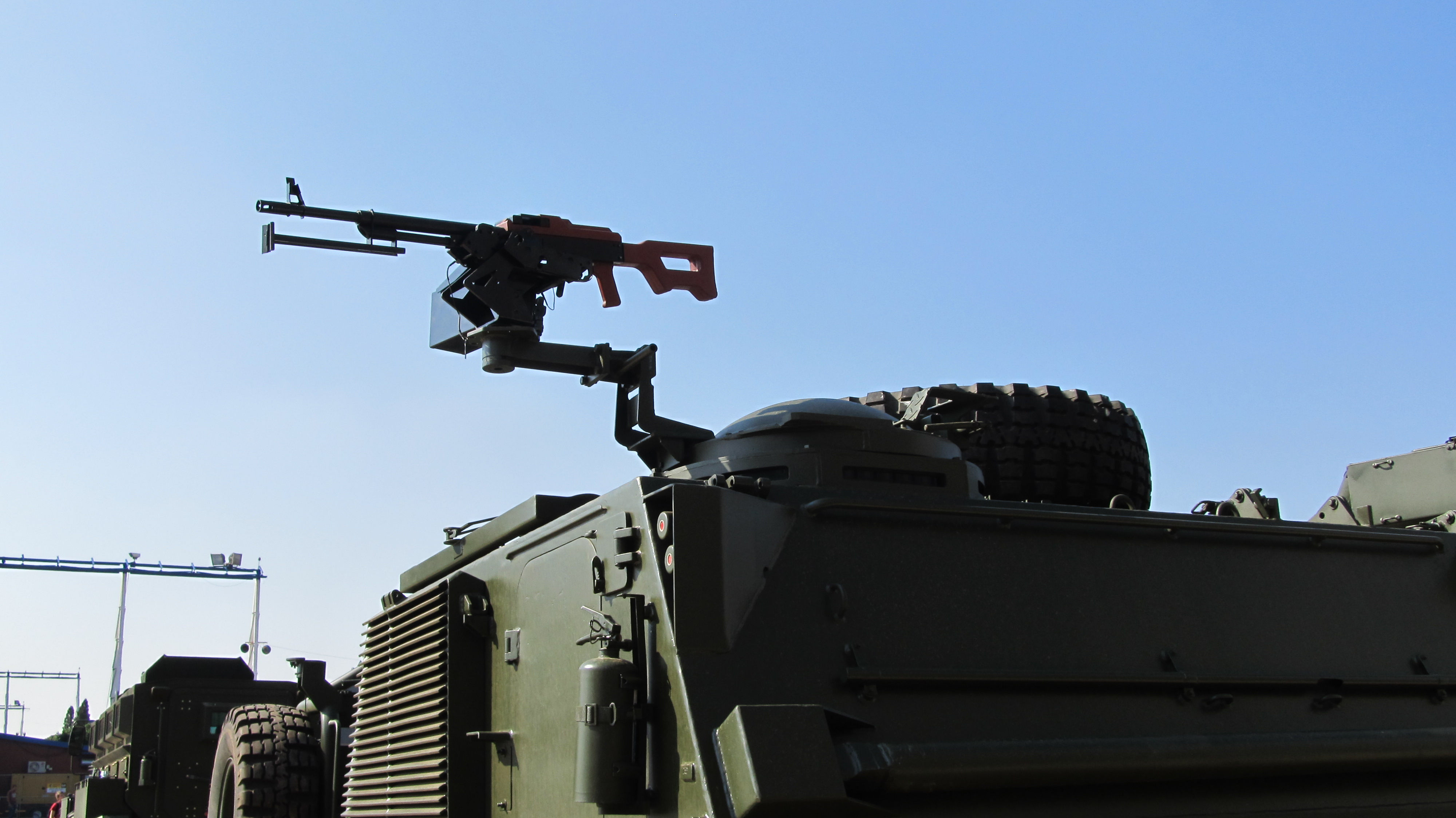
Кормовая турель ПВО

#### Корпус и компоновка
БМП колесная, неплавающая без защиты от ОМП. Командное отделение носовое, силовое и трансмиссионное кормовые, между ними отделение десанта. Экипаж включает механика-водителя спереди, командира и наводчика-оператора в башне, десант и пулемётчика в отделении десанта. Командир и наводчик находятся в двухместной сварной башне, посадка производится через башенные люки, обзор ведется через девять перископов и командирскую башенку. Оптика и прицельная система БМП не имеет системы ночного видения, но при затемнении в боевых условиях механики-водители могли использовать индивидуальные приборы. Штатные системы ночного видения «Денел» устанавливались при модернизации 1990-х гг.
Из всего семейства к БМП можно отнести три модификации — боевую машину поддержки пехоты «Ратель-90», БМП «Ратель-60» и «Ратель-20», рассчитанные на транспортировку десанта в боевом снаряжении и имеют соответствующее вооружение. Шасси, компоновка, узлы и агрегаты машин близки, машины различаются вооружением (башенные орудия калибра 90, 60 и 20 мм).
Механик-водитель располагается в передней части корпуса на продольной оси машины в слегка выступающей рубке с бронестеклами, которая боевой обстановке закрывается бронекрышками (наблюдение ведется через призменные приборы). Механико-водитель имеет бронелюк с крышкой, но может занимать свое место через одну из броневых дверей в бортах корпуса. За креслом механика-водителя устанавливается сварная стальная двухместная башня. За передними колесами в корпусе побортно выполнены открывающиеся вперед люки-двери с силовым приводом, силовой блок размещен в корме слева. Справа имеется проход, оканчивающийся дверью в кормовом листе корпуса. Двери имеют стеклоблок из бронестекла и амбразуру для стрельбы из пехотного вооружения.
Численность десанта до 9 чел., в зависимости от наличия тяжелого вооружения и оборудования. Для ведения огня из стрелкового оружия десантное отделение имеет по три бойницы на борт. Посадка-высадка производится через боковые распашные двери либо через люки на крыше корпуса. Бронеднище обеспечивает защиту экипажа, десанта и агрегатов от взрыва всех видов противопехотных мин. В большинстве случаев при прямом поражении взрывом противопехотной мины БМП обеспечивает отсутствие потерь личного состава, обычно с повреждением внешних узлов трансмиссии. Во время войны в Анголе большинство поврежденных БМП вводились в строй силами полевых мехмастерских. и летучек. Легкие противотанковые мины TMA-3 югославского производства поражали ведущие оси, но не были способны пробить бронеднище или плиты корпуса.
Сварной из катаных гомогенных бронелистов корпус обеспечивает защиту экипажа, десанта и агрегатов от бронебойно-зажигательных боеприпасов: калибра 7,62 мм в боковой проекции и от калибра 12,7 мм во фронтальной проекции (лоб корпуса и башни до 20 мм). Передок бронемашины «Берлие» VXB-170 (Франция) имеет оригинальную схему посадки под беседкой из бронестекол с круговым обзором Бронестекла защищают от основных стрелковых боеприпасов калибра 7,62 мм, при обстреле бронебойно-зажигательными или разлете осколков водитель может опустить бронещитки с пружинным приводом, ведя наблюдение через три танковых перископа.

#### Двигатель и трансмиссия
Шасси с колесной схемой 6 × 6 . спроектировано на базе гражданского грузового шасси «MAN», что давало преимушества при закупке комплектующих в ситуации международных санкций и эмбарго 1970-х гг. на поставку вооружений в ЮАР.
БМП полноприводная с межколесными и межосевыми самоблокирующимися дифференциалами. Трансмиссия полноприводная с блокируемыми ручными дифференциалами осей с передачей момента через автоматическую коробку передач RENK HSU-106. Коробка имеет 6 передач переднего и 2 заднего хода с возможностью ручного переключения и выбора передачи. Подвеска пружинная независимая с гидроамортизаторами. Рулевое управление червячное с гидроусилителем на передние колеса. Используются гидропневматические приводы тормозов.
Силовая установка включает расположенный в левой задней части корпуса турбодизель MAN-«Бюссинг» D3256 BTXF (12 л, 6 цил., 282 л .с. при 2200 об./мин), смонтированный в едином блоке с автоматической гидромеханической трансмиссией. По требованию заказчика D3256 BTXF может быть заменен на более мощный ADE 407 Т1 (315 л .с.). Время замены силовой установки двумя операторами не более получаса при наличии крана.
Машина оборудуется средствами радиосвязи, буксирным приспособлением, двумя бензиновыми отопителями, системой ППО, двумя наружными багажниками. В возимый комплект входят шанцевый инструмент, ЗИП, телефон и переносная катушка с 1000 м провода к нему, два 50-литровых бака с питьевой водой.

#### Вооружение
На первых серийных образцах устанавливались орудия «Испано-Сюиза», позже замененные на «GI-2» производства «ЮАР (лицензионные F2» ВС Бельгии). Орудие «GI-2» (20 мм) автоматическое скорострельное для поражения живой силы, бронированных и низколетящих целей. Угол возвышения до +38°, скорострельность до 750 выстр./мин. с боезапасом 1,2 тыс. выстрелов. Орудие имеет электроспуск с трехпозиционным (одиночные, отсечка, очередь) переводчиком огня и ленточное боепитание с возможностью дистанционного переключения между двумя типами боеприпасов: ОФС (начальная скорость 1 тыс. м/сек, убойная дальность до 2 км) и бронебойными с сердечником из карбида вольфрама.. Бронепробиваемость достаточна для поражения лобовой брони БТР-60 и БРДМ-2 на предельных дистациях (до 20 мм под углом 60° на дистанции 1 км при начальной скорости 1,3 км/сек). Во время боевых действий у Куито-Куанавале в 1987-88 гг. попадание из орудия «GI-2» с близкой дистанции смогло вызвать возгорание и взрыв боезапаса танка T-55, правда место пробития брони там не указывается. Спаренный пулемёт «Браунинг» калибра 7,62 мм установлен слева от цапфы орудия, зенитный пулемёт — открыто на кормовой турели.

### Штурмовое орудие «Ратель-90»

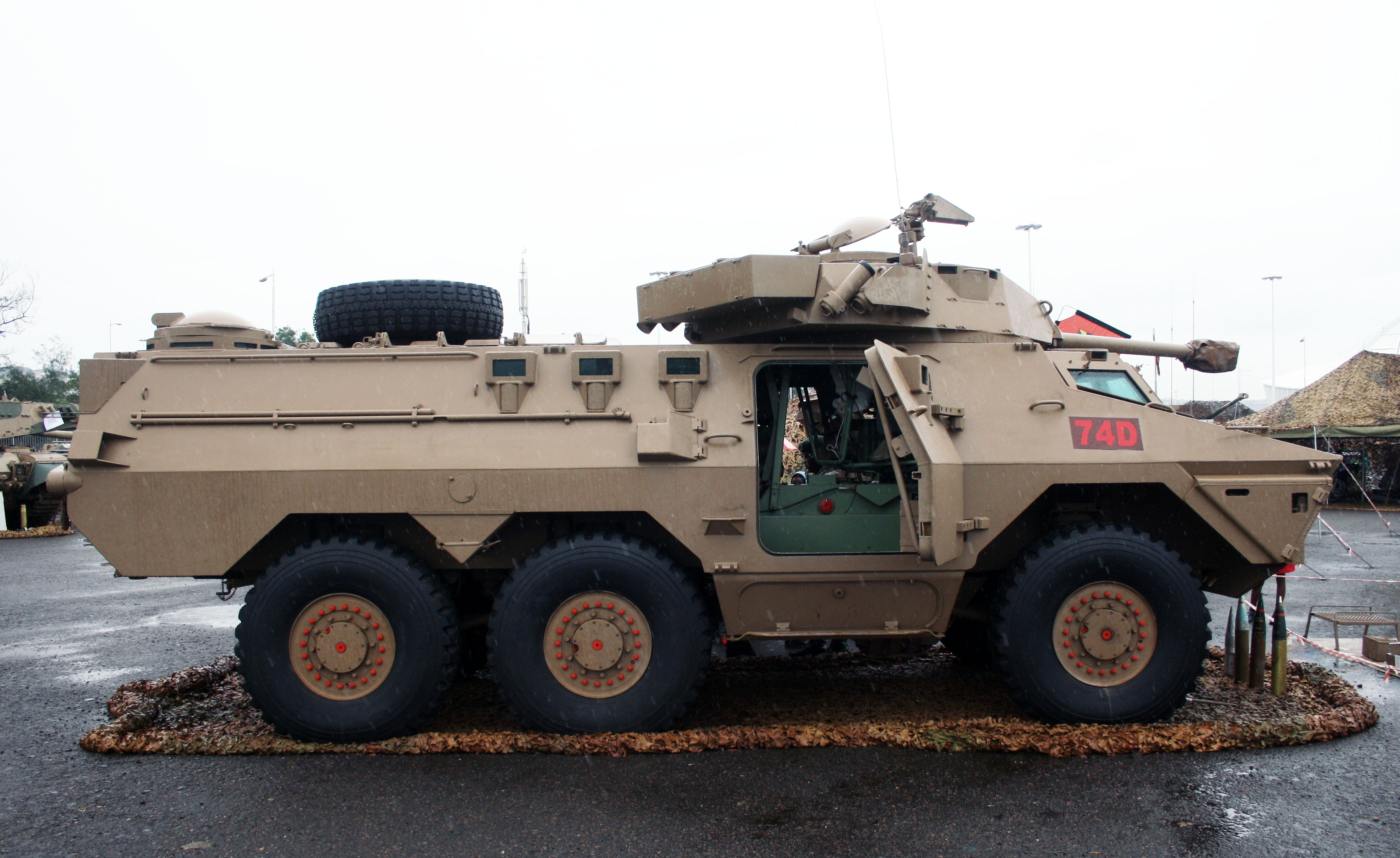
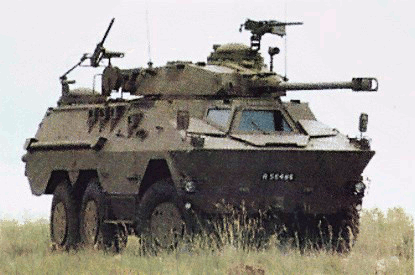

Штурмовое орудие огневой поддержки «Ратель-90» (Fire Support Vehicle, FSV 90) имеет башню бронеавтомобиля «Эланд» с длинноствольной противопехотной пушкой 90 мм. Место командира слева, наводчика — справа от орудия. Смотровые блоки командирской башенки обеспечивают круговой обзор, над местом наводчика установлены 4 призматических блока. Для стрельбы используется оптический прицел М494. Приводы наведения вооружения — ручные, углы наведения — от +15 до −8 град в вертикальной плоскости (только в переднем секторе и в сторону бортов, в сторону кормы угла склонения нет). Основными выстрелами пушки являются кумулятивный (эффективная дальность 1,2 км), осколочно-фугасный (2,2 км) и практический. Из 71 выстрела 29 размещаются в башне и 42 в корпусе. С пушкой спарен 7,62-мм пулемёт, имеется также установки пулемётов ПВО 7,62 мм на крыше башни и в корме справа. Обилие пулемётного вооружения с возможностью зенитной и наземной стрельбы — характерная черта южноафриканских бронемашин. На пушке смонтирован пулемёт 12,7 мм используемый, в частности, в учебных целях. Боекомплект спаренного пулемёта слева от пушки — 6 тыс. патронов (2 тыс. в башне), пушка и пулемёт имеют электроспуск. На крыше башни у люка наводчика установлен пулемёт ПВО 7,62 мм, на бортах в задней её части — два блока по два 81 -мм дымовых гранатомета с электроспуском. В левом борту башни имеется люк для загрузки боеприпасов.
Экипаж «Ратель-90» — 4 человека (командир, механик-водитель, наводчик, зенитчик), десант — 6 человек (командир отделения и 5 пехотинцев). Командир отделения располагается у левой двери, пехотинцы в средней части машины за башней — два слева и три справа. В бортах корпуса смонтировано по три пулестойких смотровых стеклоблока и амбразуры для стрельбы. В крыше десантного отделения имеется 4 люка, крышки которых открываются наружу и могут фиксироваться в вертикальном положении. Над проходом в сторону кормы выполнены два люка, крышки которых открываются наружу, и шаровая опора для установки 7,62-мм пулемёта.
Самоходный миномёт «Ратель-60» и штурмовое орудие «Ратель-90» имеют третий дополнительный пулемет на крыше башни. Штатный возимый боезапас 7,62 мм — 6 тыс. выстрелов на одну машину.

## Модификации

#### Серийные
- БМП  «Ратель-20»
- Самоходные миномёты «Ратель-60», «-81»
- Штурмовое орудие «Ратель-90»
- Самоходный ПТУР «Ратель-ZT3»

#### Опытные
- Самоходный миномёт «Ратель-120»
- БМП  «Иклва» с передним расположением двигателя и трансмиссии
- Транспортер МТО «Ратель-логистика» (2 опытных образца).

- Колёсная формула 8 × 8
- длина 8,8 м
- масса 29 т.
- турбодизель ADE 423 T (10 цил., 430 л. с.)
- кран-лебёдка (4,6 т.).
- дальность при сопровождении войск: до 2 недель на удаление до 2 тыс. км
- полезная нагрузка: 6 контейнеров 1×1,2×1,2 м

| Модификация                      | Вооружение                                    | Доработки                                         | Схема компоновки           |
| Серийные                         | Серийные                                      | Серийные                                          | Серийные                   |
| -------------------------------- | --------------------------------------------- | ------------------------------------------------- | -------------------------- |
| БМП                              | автоматическое орудие (20 мм)                 | башня «Берлье»                                    | Ratel                      |
| Миномет (60 мм)                  | казнозарядный миномёт                         | башня «Эланд-60» десант 7 чел.                    | «Ратель-60»                |
| Миномет (81 мм)                  | казнозарядный миномёт                         | башня демонтирована в корпусе миномёт на плите    | «Ратель-81»                |
| Штурмовое орудие                 | нарезное орудие 90 мм                         | башня «Эланд-90» десант 6 чел.                    | «Ратель-90»                |
| КШМ                              | крупнокалиберный пулемёт (12,7 мм)            | двухместная башня десант 9 чел.                   | КШМ «Ратель»               |
| Комплекс артиллерийской разведки | башня демонтирована в корпусе РЛС артразведки |                                                   | «Ратель-арт.»              |
| БРЭМ                             | нет                                           | башня демонтирована в корпусе инженерные средства |                            |
| ПТУР                             | блок ПТУР «ZT3»                               | башня демонтирована в корпусе боезапас            | «Ратель-ZT3»               |
| Опытные                          |                                               |                                                   |                            |
| Миномет (120 мм)                 | казнозарядный миномет                         | башня демонтирована в корпусе миномёт             |                            |
| Транспортер МТО                  | нет                                           | колесная схема 8 × 8                              | «Ратель-логистика»         |
| БМП «Иклва»                      |                                               | переднее расположение двигателя и трансмиссии     | «Ратель-Иклва»             |
| ВС Иордании                      |                                               |                                                   |                            |
| ЗУ ПВО                           | ЗУ-23                                         | боевой модуль БТР-94 (ВСУ)                        | «Ратель-ПВО» (ВС Иордании) |

### ТТХ
БМП «Ратель-20»
- Боевая масса 18,5 т
- Экипаж: командир, водитель, 8 бойцов
- Максимальная скорость до 100 км/ч (шоссе)
- Запас хода 1 тыс. км (шоссе)
- Вооружение:
  - автоматическое орудие 20 мм
  - спаренный и зенитный пулемёты 7,62 мм

## Боевое применение
ВС ЮАР впервые применили БМП «Ратель» и бронемашины «Эланд» в 1978 г. в ходе крупномасштабной операции «Олень» (англ. «Рейндир», также «Свадьба» африк. «Бройлоф») против партизанских баз СВАПО на юге Анголы Сложности были связаны с разницей в силовой установке и типе топлива (на бронемашинах стояли бензиновые двигатели, на БМП многотопливные турбодизели). Тактика применения колесных машин отличалась от общепринятой: на европейском ТВД БМП играла роль легкого танка поддержки мотострелковых подразделений. Бронегруппы ЮАР использовали фактор маневренности для выхода слабому противнику во фланг, но доктрина не предусматривала удержания плацдарма после уничтожения живой силы.
Партизаны СВАПО в Анголе были малобоеспособны, однако их базы были прикрыты гарнизонами ангольских и кубинских войск с артиллерией и бронетехникой, что вызвало необходимость принятия на вооружение самоходных миномётов (60 мм) и штурмовых орудий (90 мм).

## На вооружении

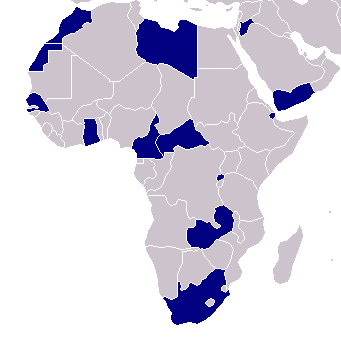
Сухопутные войска, имеющие на вооружении БМП «Ратель»

- Гана — 15 ед. БМП и 24 ед. штурмовых орудий[31]
- Джибути — 20 ед. БМП[32]
- Замбия — 20 по состоянию на 2021 год[33]
- Иордания — 321 ед. БМП и ЗУ ПВО[34]
- Камерун — 12 ед. БМП[35]
- Ливия — несколько ед. БМП[36]
- Марокко 60 ед. БМП «Ратель-3»[37]
- Сенегал — 26 ед. БМП[38]
- Руанда — 15 ед. штурмовых орудий, 20 ед. самоходных миномётов[39]
- ЦАР — 18 Ратель-90 по состоянию на 2021 год[40]
- ЮАР 534 ед. БМП, миномётов и штурмовых орудий[41]